# Dubočani (Ribnik)
Dubočani (szerbül: Дубочани) falu Bosznia-Hercegovinában, a Szerb Köztársaságban, Ribnik községben. A boszniai háború előtti Dubočani falunak a Szerb Köztársaság területére eső, lakatlan része.

## Fekvése
Bosznia-Hercegovina északnyugati részén, Banja Lukától légvonalban 43, közúton 63 km-re délnyugatra, községközpontjától légvonalban 6, közúton 8 km-re északra, a Szana jobb partjától keletre fekvő dombos, erdős területen fekszik.

## Népessége
| Nemzetiségi csoport | Népesség 1991 | Népesség 2013 |
| ------------------- | ------------- | ------------- |
| Szerb               | 0             | 0             |
| Bosnyák             | 304           | 0             |
| Horvát              | 0             | 0             |
| Jugoszláv           | 1             | 0             |
| Egyéb               | 1             | 0             |
| Összesen            | 306           | 0             |

## Története
Dubočani 1878-ig tartozott az Oszmán Birodalomhoz, majd az Osztrák-Magyar Monarchia része lett. 1879-ben az első osztrák-magyar népszámlálás során a faluban 27 házat és 189 muszlim lakost számláltak. 1910-ben 54 házat és 151 muszlim lakost találtak itt. A monarchia szétesésével 1918-ben előbb a Szerb-Horvát-Szlovén Királyság, majd 1929-től a Jugoszláv Királyság része. 1921-ben a faluban 54 házat és 266 lakost számláltak. 1945-től a település a szocialista Jugoszlávia része volt. A boszniai háború során 1992-ben a szerb csapatok a falut ellenállás nélkül foglalták el, lakosságát elűzték, a falut pedig mecsetével együtt lerombolták.
A boszniai háborút lezáró daytoni békeszerződés rendelkezése alapján az ország területét felosztották a Bosznia-hercegovinai Föderáció és a boszniai Szerb Köztársaság között. A békeszerződés utáni területmegosztási megállapodás értelmében a háború előtti település területének egyik fele, 3,13 km2 területtel a Boszniai Szerb Köztársasághoz és Ribnik községhez került, míg a település területének másik fele, 3,98 km2 területtel a Bosznia-hercegovinai Föderáció Una-Szanai kantonjában levő Ključ község területénél maradt.